# Gerzeh
Gerzeh (auch Girza; جرزه Gerzeh) ist ein Ort in Ägypten, ca. 80 km südlich von Kairo. In der Nähe von Gerzeh, in der Wüste, konnte 1911 ein kleiner vorgeschichtlicher Friedhof ausgegraben werden, der etwa von 3500 bis 3000 v. Chr. belegt wurde. Nahe diesem Friedhof liegt das spätere Gräberfeld von Riqqeh.

## Friedhof
Bei den hier gefundenen Bestattungen handelt es sich meist um einfache Körpergräber. Die Gräber waren in der Regel noch gut erhalten. Als Beigaben fanden sich vor allem Keramikgefäße, Steingefäße, Schmuck und Schminkpaletten. Einige Skelette zeigen Reste von besonderer Behandlung. Die Leichen sind nach dem Tod eventuell zerschnitten worden. Dies mag als Beleg für Versuche in Richtung Mumifizierung gelten.
Eine Besonderheit ist eine in einem Grab gefundene Halskette aus stabförmigen Kettengliedern, die um 3200 v. Chr. angefertigt wurde. Die einzelnen Kettenglieder bestehen entweder aus durchbohrten Edelsteinen oder aufgerollte Blechen aus Eisen oder Gold. Das Eisen der Eisenröllchen entstammt einem Eisenmeteoriten. Diese Eisenröllchen gehören zu den ältesten Belegen einer Bearbeitung von Eisen durch Kalthämmern. Insgesamt wurden neun Röllchen aus Meteoriteneisen gefunden, die aus zwei Gräbern stammen. Perlen aus Lapislazuli belegen den Fernhandel zu dieser Zeit.

## Kulturelle Zuordnung
Der Friedhof kann der Naqada-Kultur zugeordnet werden, die sich in Oberägypten entwickelte und sich dann langsam nach Norden ausbreitete. Die Naqadakultur kann in zwei Hauptphasen unterteilt werden, die heute als Naqada I und Naqada II bezeichnet werden. Diese Unterscheidung ist jedoch erst mit der Auffindung dieses Friedhofes herausgearbeitet worden, und Naqada II wurde deshalb in der älteren Forschung nach diesem Fundort auch oft als Girzéen oder Girza-Kultur bezeichnet.